# Küçükburnağıl, Mucur
Küçükburnağıl là một xã thuộc huyện Mucur, tỉnh Kırşehir, Thổ Nhĩ Kỳ. Dân số thời điểm năm 2010 là 186 người.